# Kegaska
Kegaska ist ein Dorf am Sankt-Lorenz-Golf in der Provinz Québec (Kanada) mit 95 Einwohnern (Stand: 2016). Der Ort gehört zur Gemeinde Côte-Nord-du-Golfe-du-Saint-Laurent. Kegaska ist durch den Highway 138 und durch eine Fähre verbunden. Der Ort liegt an der von der Fracht- und Passagierfähre Bella Desgagnés bedienten Fährverbindung zwischen Rimouski am Sankt-Lorenz-Strom und Blanc-Sablon im Osten der Provinz Québec. Nachbargemeinden sind Natashquan und Gethsémani. Kagaska ist auch berühmt für einige der schönsten Strände am Nordufer des Sankt-Lorenz-Stroms.